# Эйнхорн, Давид
Давид Эйнхорн (идиш דוד איינהאָרן‎, англ. David Einhorn; 1886—1973) — еврейский поэт, драматург и публицист. Писал на идише.

## Биография
Родился в семье военного врача. С 13 лет писал стихи на иврите. Сотрудничал в еврейских периодических изданиях («Идишер арбетер», «Дер вег», «Литерарише монатсшрифтн», «Дер фрайнд» и др.). Выпустил в Вильно и Варшаве несколько сборников стихов на идиш. В 1912 году арестован за революционную деятельность в рядах Бунда, после полугодового заключения в виленской тюрьме вынужденно покинул Россию.

Жил во Франции, затем в Швейцарии. Продолжал сотрудничать в еврейской прессе. С 1917 года — соредактор (совместно с П. Л. Гершем) женевского бундовского еженедельника «Ди фрайе штиме». В 1920 году переехал в Берлин, работал корреспондентом нью-йоркской «Форвертс», печатал стихи, статьи, главы из романа о русско-еврейской эмиграции в Европе. Работал над переводом на идиш Библии. В период с 1927 по 1940 годы жил в Париже, редактировал ежедневную газету Бунда «Унзер Штиме».

Сотрудничал в редакции «Всеобщей Еврейской энциклопедии», в Еврейском народном университете в Париже, в 1935 году читал здесь лекции. В 1940 году уехал в США. Работал постоянным сотрудником газеты «Форвертс».

### Поэзия
- Тихие напевы / Штиле гезанген. Вильна, 1909.
  - 2-е изд., доп. Варшава, 1910.
- Мои стихи / Майне лидер. Вильна, 1912.
  - 2-е изд. 1913.
- Когда весна зовёт / Вен дер фрилинг руфт. Варшава, 1917.
- Еврейской дочери / Цу а йидишер тохтер. Нью-Йорк, 1917.
- Тихая юность / Штиле югнт. Варшава, 1920.
- Реквием. Берлин, 1922.
- Собрание стихотворений 1904—1924 / Гезамлте лидер 1904—1924. Берлин, 1925.
- Фиалка / Виолет. Париж, 1930.
- Отец милосердный / Ав ха-рахамим. Нью-Йорк, 1943.
- Собрание стихотворений 1904—1951 / Гезамлте лидер 1904—1951. Нью-Йорк, 1952.